# Cylindropygus ferox
Genre
Espèce
Cylindropygus ferox, unique représentant du genre Cylindropygus, est une espèce de collemboles de la famille des Isotomidae.

## Distribution
Cette espèce est endémique du Massif central en France.

## Publication originale
- Deharveng, Potapov & Bedos, 2005 : Cylindropygus ferox gen. n., sp. n.: A new member of the Cryptopygus complex (Collembola, Isotomidae) from central France. Journal of Natural History, vol. 39, no 23, p. 2179-2185.